# Anthony Ervin
Anthony Ervin (* 26. Mai 1981 in Burbank, Kalifornien) ist ein US-amerikanischer Schwimmer.
Bei den Olympischen Spielen 2000 in Sydney teilte er sich in einer Zeit von 21,98 Sekunden die Goldmedaille über 50 m Freistil mit seinem Landsmann Gary Hall junior. Außerdem gewann er mit der US-amerikanischen Freistilstaffel über 4 × 100 m die Silbermedaille hinter Australien. Ein Jahr später gewann er bei den Schwimmweltmeisterschaften 2001 die Goldmedaille über 50 m Freistil. Im Mai 2005 versteigerte er bei Ebay seine Goldmedaille für 17.100 Dollar und wollte das Geld der UNICEF für die Tsunamiopfer spenden.
16 Jahre nach dem Gewinn der Goldmedaille bei den Olympischen Spielen 2000 über 50 m Freistil wiederholte er im Alter von 35 Jahren den Triumph in dieser Disziplin bei den Olympischen Spielen 2016 in Rio de Janeiro, wo er das Rennen in einer Zeit von 21,40 Sekunden vor dem Franzosen Florent Manaudou (21,41 Sekunden) für sich entschied.